# Підгорний Микола Володимирович
Мико́ла Володи́мирович Підго́рний (1984—2023) — український військовослужбовець, учасник російсько-української війни, кавалер ордена «За мужність» III ступеня.

## З життєпису
Народився 1983 року в селі Попівка Конотопського району. Закінчив Попівську школу, відслужив строкову службу в армії, працював трактористом.
У січні 2023 року став до лав ЗСУ.
Загинув 6 вересня 2023 року при виконанні бойового завдання в Донецькій області.
Похований 12 вересня 2023-го у своєму селі.

## Нагороди
- Орден «За мужність» III ступеня (30 грудня 2023, посмертно) — за особисту мужність, виявлену у захисті державного суверенітету та територіальної цілісності України, самовіддане виконання військового обов'язку[1].